# 橫尾站
橫尾站（日语：／ Yokoo eki */?）是位於廣島縣福山市橫尾町一丁目，西日本旅客鐵道（JR西日本）的福鹽線車站。

## 歷史
在1914年兩備輕便鐵道開通時，當時的路線會從橫尾站向南前進，匯合國道313號後前往福山市區內的吉津站。後來國有化和改為狹軌後，於1935年（昭和10年）改經西邊進入福山站。
- 1914年7月21日：兩備輕便鐵道開設此站。
- 1926年6月26日：兩備輕便鐵道改名為兩備鐵道。
- 1933年：
  - 9月1日：兩備鐵道被國有化，成為國有鐵道福鹽線車站[1]。
  - 11月15日：福鹽北線開通，使與福鹽線改名為福鹽南線。
- 1935年12月14日：橫尾站以南路段改經西邊新線。
- 1938年7月28日：府中站至上下站之間開通，使福鹽北線和福鹽南線合併成為福鹽線。
- 1970年12月10日：降為無人車站（簡易委託化）。
- 1987年4月1日：隨國鐵分割民營化，車站由西日本旅客鐵道（JR西日本）營運。
- 2007年：

- 7月：引入可支援ICOCA的簡易自動閘機。
- 9月1日：此站開始可以使用IC卡「ICOCA」。

- 2018年：

- 3月17日：隨著實施時間表修正，所有列車都會打開車門上下車。
- 7月6日：發生2018年7月西日本豪雨，使福山站至府中站之間暫停服務。
- 7月21日：福山站至神邊站之間重開。
- 8月4日：站名牌進行改變。

## 車站構造
車站是一座地面車站，設有2面2線的單式月台。曾經車站大肄在無人化際，於1980年代尾前用作橫尾町公民館，後來於車站附近建造新的公民館後便拆毀舊車站大樓。
此站是由福山站管理的無人車站。此站設有自動售票機。在2007年（平成19年）7月起引入可支援ICOCA的簡易型自動閘機。

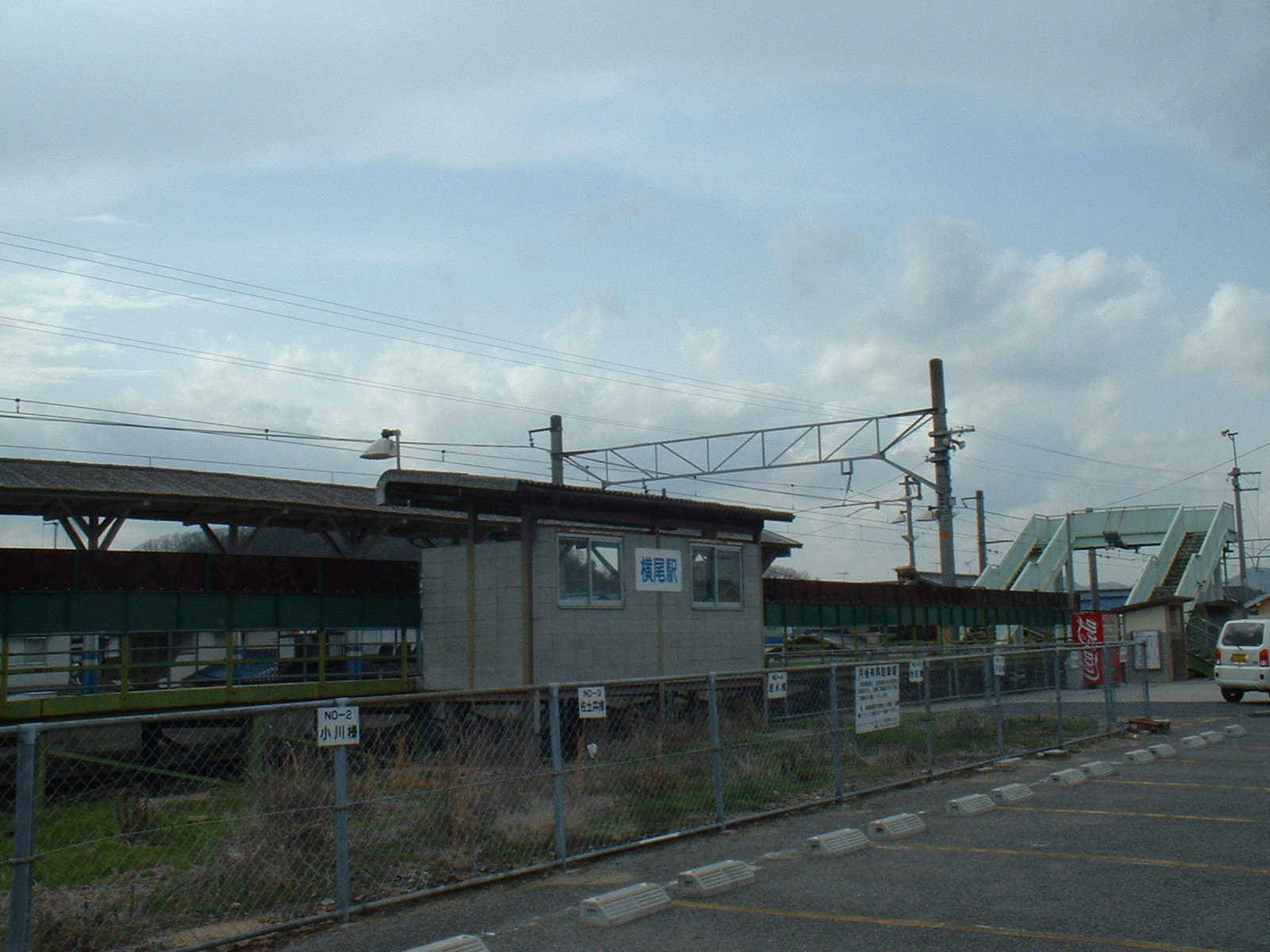
引入ICOCA前的風景
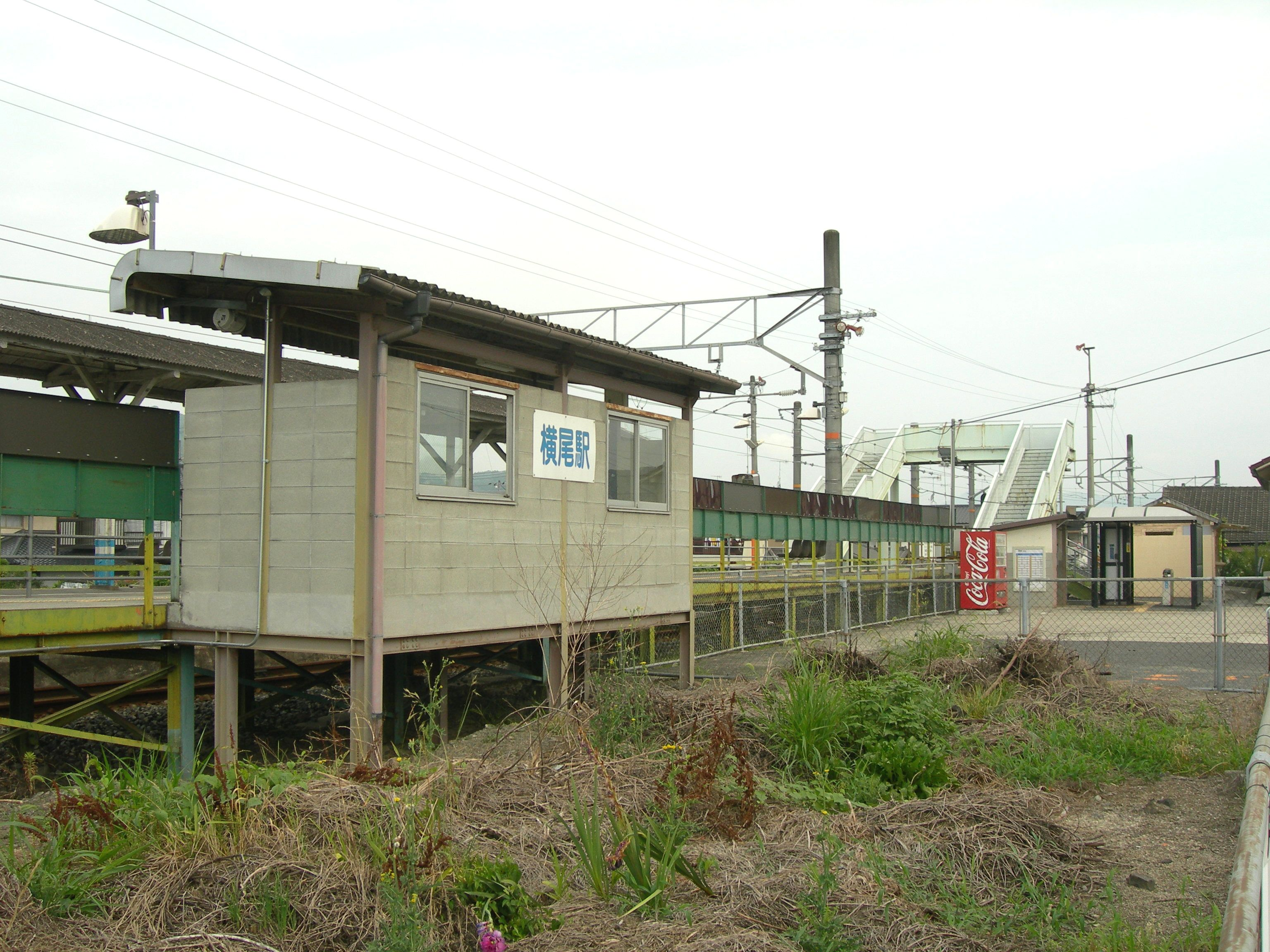
引入ICOCA後的風景
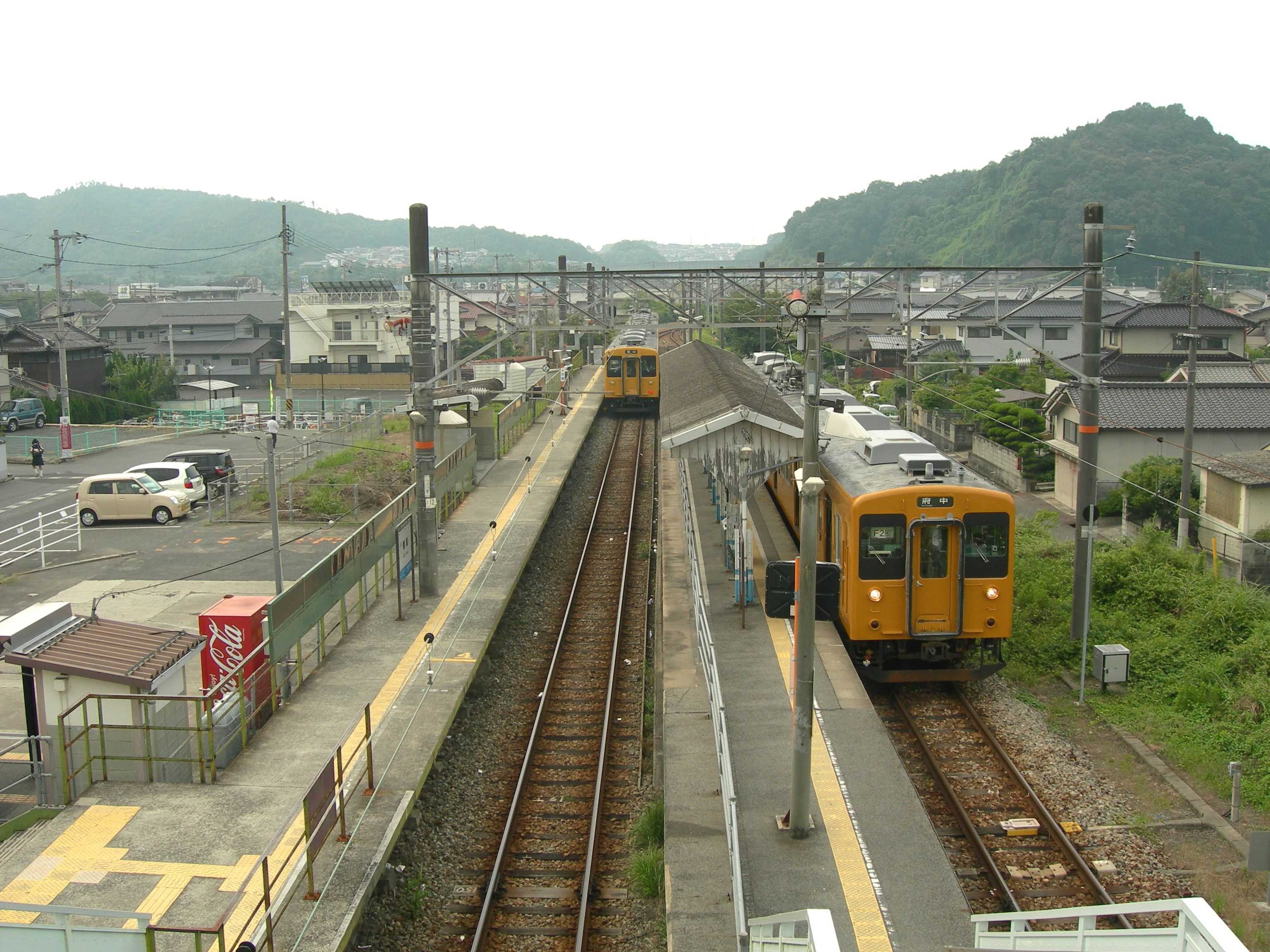
橫尾站月台

### 月台
| 月台          | 路線   | 上下行 | 方向           |
| ------------- | ------ | ------ | -------------- |
| 1（入口一方） | 福鹽線 | 上行   | 福山方向       |
| 2（入口對面） | 福鹽線 | 下行   | 神邊、府中方向 |

實際上月台上沒有月台編號，上述號碼是用於列車運輸指令上。

## 利用狀況
以下為近年1日平均乘車人次列表。此站是在福鹽線無人車站中最多人使用。
| 年度               | 1日平均 乘車人次 |
| ------------------ | ---------------- |
| 2001年（平成13年） | 948              |
| 2002年（平成14年） | 890              |
| 2003年（平成15年） | 948              |
| 2004年（平成16年） | 970              |
| 2005年（平成17年） | 992              |
| 2006年（平成18年） | 945              |
| 2007年（平成19年） | 913              |
| 2008年（平成20年） | 915              |
| 2009年（平成21年） | 827              |
| 2010年（平成22年） | 811              |
| 2011年（平成23年） | 798              |
| 2012年（平成24年） | 871              |
| 2013年（平成25年） | 948              |
| 2014年（平成26年） | 882              |
| 2015年（平成27年） | 915              |
| 2016年（平成28年） | 940              |
| 2017年（平成29年） | 940              |
| 2018年（平成30年） | 888              |

## 車站周邊
- 福山千田郵局
- 福山東警署（日语：福山東警察署）橫尾交番
- 盈進中學·盈進高等學校（日语：盈進中学校・盈進高等学校）
- 山陽自動車道 - 千田巴士站（日语：千田バスストップ）
- 國道313號（日语：国道313号）
- 福山市立千田小學
- 福山市立幸千中學（日语：福山市立幸千中学校）
- 千塚池（日语：千塚池）

## 其他
在妹尾河童的小説「少年H」，主角 妹尾肇的母親家最接近此站。

## 相鄰車站
西日本旅客鐵道（JR西日本）
 福鹽線
備後本庄－橫尾－神邊
井原鐵道井原線列車每日設有3往返班次行走於神邊站至福山站之間。

### 曾經存在的路線
鐵道省（國有鐵道）
福鹽南線（舊線）
吉津－橫尾－（神邊）

## 注腳
1. ↑  日本《官報》第1998號「鐵道省告示第385號」，1933年8月28日：第800頁。
2. ↑  統計福山

## 外部連結
- 橫尾｜車站資訊：JR出門網 - 西日本旅客鐵道（日語）